# Laureano García

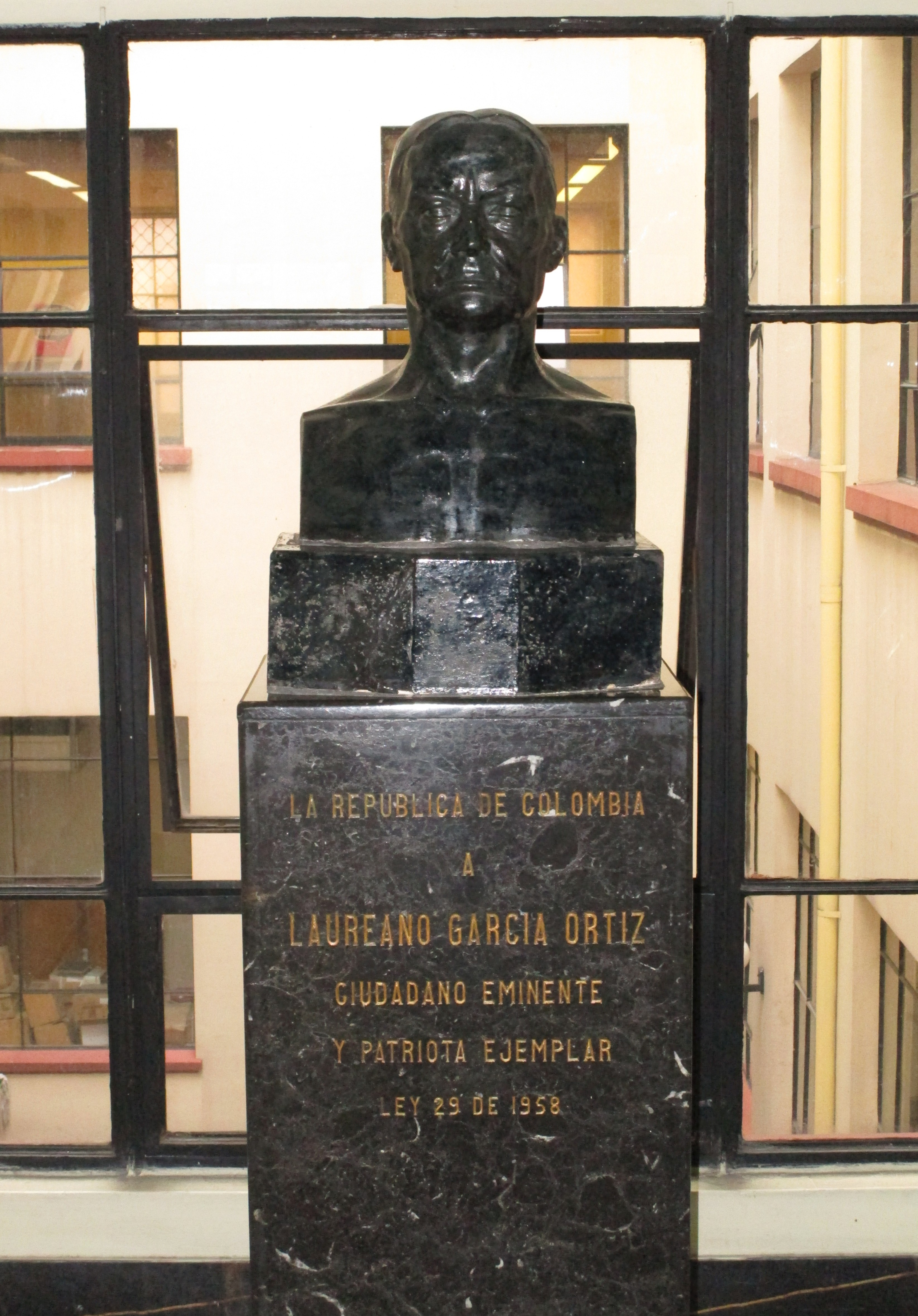

Laureano García Ortiz (Rionegro, Antioquia, 19 de julio de 1865-Bogotá, 4 de noviembre de 1945) fue un empresario, periodista, escritor, historiador, diplomático, político colombiano.

## Biografía
Fue compañero de José Asunción Silva, con quien inició su carrera literaria. Fue presidente de la Sociedad de Agricultores y director del Banco de la República de Colombia.
De 1920 a 1921 fue titular del Ministerio de Relaciones Exteriores de Colombia en el gobierno de Marco Fidel Suárez. 
Fue embajador de Colombia en Buenos Aires, Río de Janeiro y Santiago de Chile. Como diplomático también viajó a Lima, San José (Costa Rica) y a la Ciudad de México. 
En 1928 fue firmante del tratado García Ortiz-Mangabeira, que definió los límites entre Colombia y Brasil.
Dirigió el periódico El Liberal. En 1920 fue elegido miembro de número de la Academia Colombiana de la Lengua, sin embargo leyó su discurso de ingreso hasta el 3 de octubre de 1933, el cual fue contestado por Antonio Gómez Restrepo. Fue miembro de número de la Academia Colombiana de Historia.  El 9 de diciembre de 1940, fue elegido miembro correspondiente y miembro honorario de la Academia Mexicana de la Lengua.
Llegó a coleccionar cerca de 30 000 libros, los cuales fueron comprados por Julio Caro y depositados en la Biblioteca Luis Ángel Arango del Banco de la República de Colombia.

## Premios y distinciones
- Comendador de la Real Orden de Carlos III, por el gobierno de España.

## Obras publicadas
- "Los cachacos de Bogotá", en el Boletín de la Academia Colombiana.
- "Las viejas librerías de Bogotá en 1883", en el Anuario de la Academia Colombiana.
- Conversando, selección de artículos varios, 1926.
- Estudios históricos y fisonomías colombianas, 1938.
- Discurso, 1941.
- Las ciudades confederadas del Valle del Cauca en 1811, 1943.
- Algunos estudios sobre el general Santander, 1946.
- "Santander en América", en el Anuario de la Academia Colombiana.
- Antioquia, Rionegro y Córdova, 1979.
- Estudios históricos, 1980.